# Tabuaço
Tabuaço ist eine  Kleinstadt (Vila) und ein Kreis (Concelho) in Portugal mit 1535 Einwohnern (Stand 19. April 2021). Er gehört zum Weinbaugebiet Alto Douro. Dies war 1756 das erste herkunftsgeschützte Weinbaugebiet der Welt, und ist seit 2001 Teil des UNESCO-Welterbes.

## Geschichte
Ausgrabungen belegen die vorgeschichtliche Besiedlung. Aus der Zeit der Römer sind hier einige religiöse Funde und Reste einer Römerstraße erhalten geblieben. Im Zuge der Reconquista erfuhr der Ort seine Neubesiedlung. 1320 war der Ort als Tavuaço bereits eine eigenständige Gemeinde. Im 16. Jahrhundert erhielt er Stadtrechte und wurde Sitz eines eigenständigen Kreises, der im Zuge der Verwaltungsreformen 1836–1855 erheblich vergrößert wurde.

## Kultur und Sehenswürdigkeiten
Zu den Baudenkmälern des Kreises zählen eine Reihe historischer öffentlicher Gebäude, Landgüter und Herrenhäuser, Steinbrunnen und eine Vielzahl Sakralbauten, darunter das Kloster São Pedro das Águias. Auch der historische Ortskern als Ganzes steht unter Denkmalschutz.
Zu besichtigen sind zudem die Ausgrabung der eisenzeitlichen Siedlung Citânia da Longa ein Menhir, und erhalten gebliebene Teile der hiesigen Römerstraße, sämtlich in der Gemeinde Longa gelegen.
Verschiedene ausgeschilderte Rundwege und Wanderrouten führen durch die Landschaft des UNESCO-Welterbes Alto Douro, der seit 1756 ältesten demarkierten Weinregion der Welt, die besonders für den Portwein bekannt wurde.
Das 2009 eröffnete Museu do Imaginário Duriense (MIDU) ist das erste von elf geplanten Museen rund um Geschichte, Traditionen und Mythen der Region des Douro.

## Verwaltung

### Kreis
Tabuaço ist Sitz eines gleichnamigen Kreises. Die Nachbarkreise sind (im Uhrzeigersinn im Norden beginnend): Sabrosa, São João da Pesqueira, Sernancelhe, Moimenta da Beira sowie Armamar.
Mit der Gebietsreform im September 2013 wurden mehrere Gemeinden zu neuen Gemeinden zusammengefasst, sodass sich die Zahl der Gemeinden von zuvor 17 auf 13 verringerte.
Die folgenden Gemeinden (Freguesias) liegen im Kreis Tabuaço:

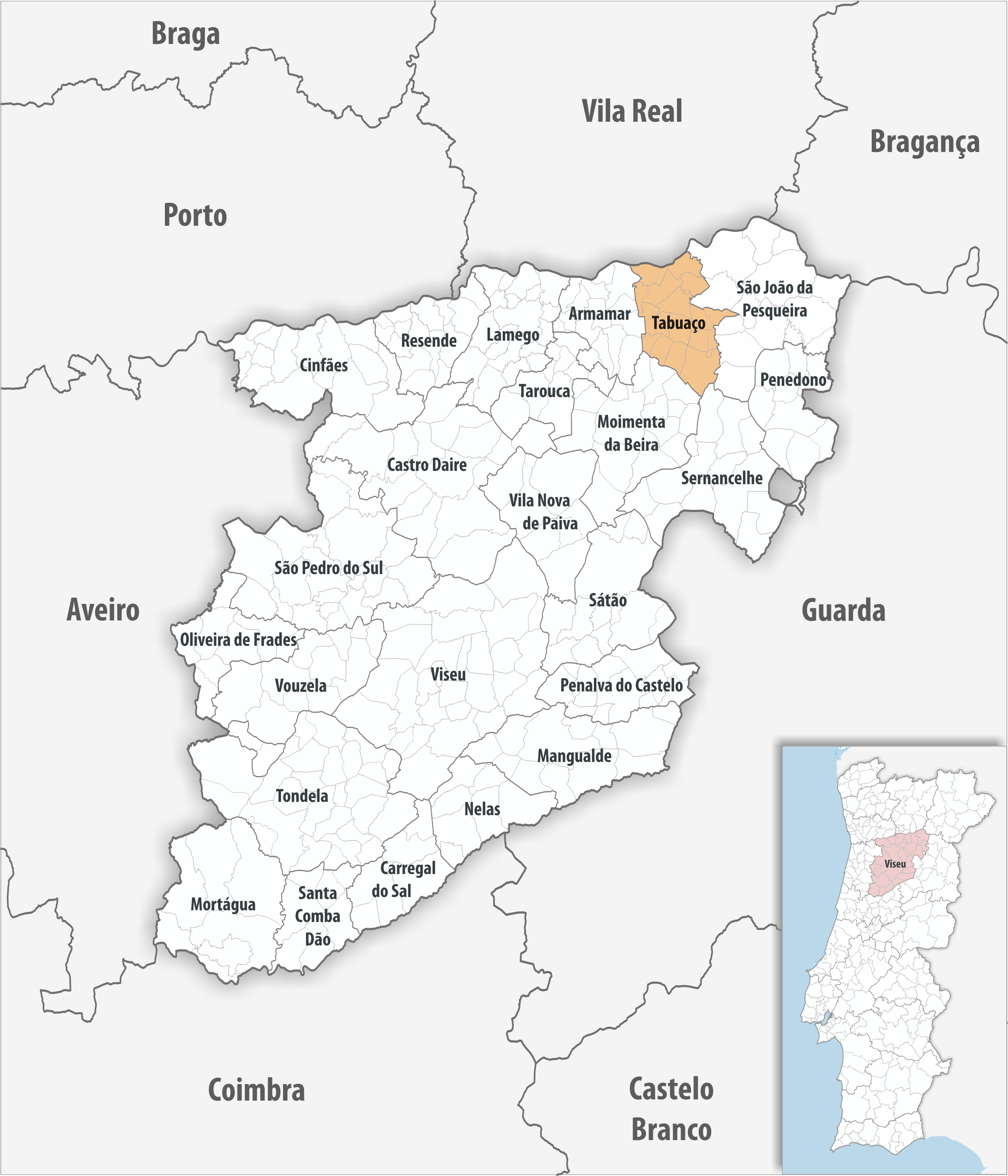
Kreis Tabuaço

| Gemeinde                     | Einwohner (2021) | Fläche km² | Dichte Einw./km² | LAU- Code |
| ---------------------------- | ---------------- | ---------- | ---------------- | --------- |
| Adorigo                      | 301              | 9,23       | 33               | 181901    |
| Arcos                        | 163              | 7,94       | 21               | 181902    |
| Barcos e Santa Leocádia      | 625              | 15,21      | 41               | 181918    |
| Chavães                      | 299              | 9,45       | 32               | 181904    |
| Desejosa                     | 117              | 7,49       | 16               | 181905    |
| Granja do Tedo               | 156              | 3,77       | 41               | 181906    |
| Longa                        | 209              | 6,83       | 31               | 181908    |
| Paradela e Granjinha         | 99               | 9,05       | 11               | 181919    |
| Pinheiros e Vale de Figueira | 239              | 11,66      | 20               | 181920    |
| Sendim                       | 675              | 21,26      | 32               | 181913    |
| Tabuaço                      | 1.535            | 10,74      | 143              | 181914    |
| Távora e Pereiro             | 362              | 11,94      | 30               | 181921    |
| Valença do Douro             | 254              | 9,28       | 27               | 181917    |
| Kreis Tabuaço                | 5.034            | 133,85     | 38               | 1819      |

### Bevölkerungsentwicklung
| Einwohnerzahl im Kreis Tabuaço (1801–2011) | Einwohnerzahl im Kreis Tabuaço (1801–2011) | Einwohnerzahl im Kreis Tabuaço (1801–2011) | Einwohnerzahl im Kreis Tabuaço (1801–2011) | Einwohnerzahl im Kreis Tabuaço (1801–2011) | Einwohnerzahl im Kreis Tabuaço (1801–2011) | Einwohnerzahl im Kreis Tabuaço (1801–2011) | Einwohnerzahl im Kreis Tabuaço (1801–2011) | Einwohnerzahl im Kreis Tabuaço (1801–2011) | Einwohnerzahl im Kreis Tabuaço (1801–2011) |
| ------------------------------------------ | ------------------------------------------ | ------------------------------------------ | ------------------------------------------ | ------------------------------------------ | ------------------------------------------ | ------------------------------------------ | ------------------------------------------ | ------------------------------------------ | ------------------------------------------ |
| 1801                                       | 1849                                       | 1900                                       | 1930                                       | 1960                                       | 1981                                       | 1991                                       | 2001                                       | 2011                                       |                                            |
| 874                                        | 3.952                                      | 9.517                                      | 9.362                                      | 11.640                                     | 8.521                                      | 7.901                                      | 6.785                                      | 6.350                                      |                                            |

### Kommunaler Feiertag
- 24. Juni

### Städtepartnerschaften

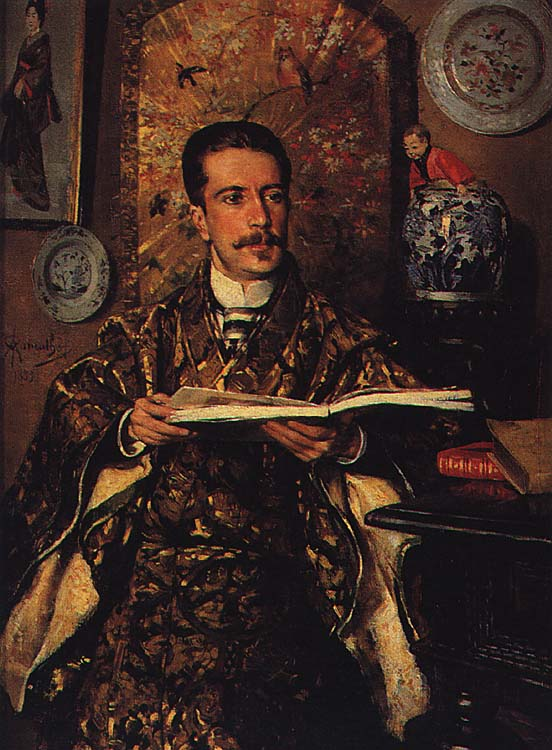
Abel Botelho

- Italien: Chiaravalle (seit 1999)[12]

## Söhne und Töchter
- Abel Botelho (1855–1917), Militär, Diplomat und Schriftsteller, Autor eines der ersten homosexuellen Romane Europas